# パイパン
パイパンは、成人に達しているが陰毛が生えていない、または生やしていない女性器、またはその所有者の女性を表す俗語。文献によっては性別を問わず成人で陰毛がない人と定義する。
無毛の状態では陰裂が露出するが、漫画、アニメ、アートなどでは、陰裂はプライベートな部位として描写されない場合が多い。

## 概要
無毛症などの自然現象によりパイパンになることがある。例えば副腎機能不全によるアジソン病で陰毛がなくなることがある。肝硬変でも陰毛が無くなったり縮れが消失することがある。このほか、剃毛や脱毛によって人為的にパイパンとなる者もいる。毛抜きや剃刀を使用する以外に、近年ではヒートカッターやブラジリアンワックス脱毛、脱毛クリームを使用することもある。
美容業界では「衛生学・衛生管理」を意味するhygiene（ハイジーン）からハイジニーナと呼称する場合がある。

### 語源
語源は麻雀牌の「白」、別名「白板（パイパン）」とされる。『日本俗語大辞典』は、「ぱいぱん」の見出し語に「白牌」の漢字をあてる。同書は類語として「お茶碗・かわらけ」を挙げるが、これらの語は江戸時代に既に用例がある。

### メリット
『フライデー』2012年7月20日号は、「無毛という新常識」という記事（pp.69-76）で次のようなメリットを挙げた。
- 陰毛に雑菌が溜まらなくなるため、清潔を保つことができる。また汗腺から出る汗と雑菌が混ざることで臭いが強くなるが、これも予防できる。
- 「排尿の際に陰毛に尿が付着して雑菌が繁殖する」「生理の際に経血が付着し、なおかつ蒸れたりする」といった不快な現象を防ぐことができる。
- ヘアの存在が性病の誘因にもなるが、それを予防できる。
- 恥丘が滑らかになり、美しさを感じることができる[13]。
- 床に陰毛が散らばらなくなる。

その他、排泄介助がしやすい、肌トラブルの予防になるというメリットもある（介護脱毛）。
元々欧米を中心に広まっていた習慣であるが、2010年代以降は20代女性を中心に日本でもVIO（Vライン＝デルタ地帯、Iライン＝性器周辺、Oライン＝肛門周辺）脱毛が広まっていった。ウェブサイト『an.an Beauty＋』（マガジンハウス）の2022年の調査では過去にVIO脱毛したことがあるかとの問いに、94パーセントの人物がYESと回答した。
なお、これとは別にヘアヌードが解禁される1990年以前の日本では、陰毛を見せるということが猥褻基準であったため、撮影のため敢えて剃る、毛が生えていないなら猥褻ではないという理由で幼女のヌードが人気を集めていたこともあった。

## 著名人

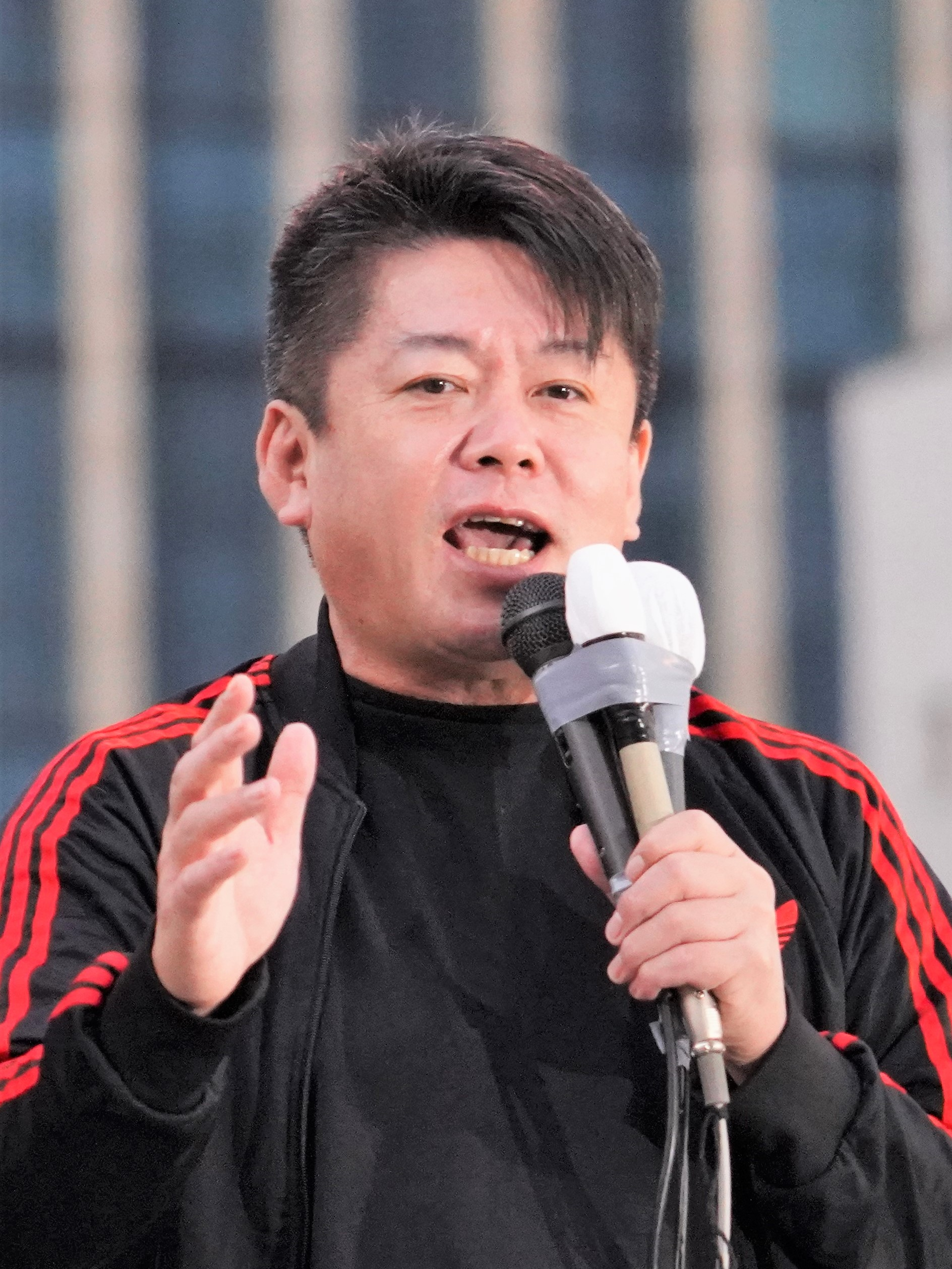
堀江貴文 - 2014年に首から下全身脱毛を行ったことを、たびたび自身のSNS、YouTubeなどで明らかにしている。

### 実業家
- 堀江貴文 - 2014年に首から下全身脱毛を行ったことを、たびたび自身のSNS、YouTubeなどで公言している。なお、全身脱毛を行っているアメリカ在住の日本人が温泉へ行ったところ、「大注目を浴びたため、日本へ行く際にはできるだけ陰毛をぼうぼうに囃して（生やして）から行く」と発言したのに対し、「てか、俺四年前に首から下全身脱毛したけど、銭湯とかに行ってもだれも見ないよ。単なる自意識過剰でしょこの人。パイパン女子めっちゃ増えてるし」とツイートした[16]。

### ヌードモデル・AV女優
- 河合あすか - 1990年代初頭の、いわゆるヘアヌード全盛期に、陰部を剃毛していたことからヘアを剃った天使と呼ばれていた[17]。
  - 前述のようにかつてはマニアックなジャンルであり、日本では物珍しい存在であったが、ライター・安田理央の調査によれば、2013年の新人AV女優50人中7人がパイパン、2018年の新人AV女優では50人13人、2023年では50人中22人約44パーセントがパイパンと、かつてのように特筆する傾向ではなくなっている[15]。
  - 1990年代は無毛＝ロリータ＝清純といったイメージであったが、2020年代ではパイパン＝玄人っぽい、ヤリマンと捉えられてきているという[18]。欧米のポルノ女優はパイパンが多いが、これは無修正のため挿入時の局部をよく見せるためとされている[18]。

### 芸能人

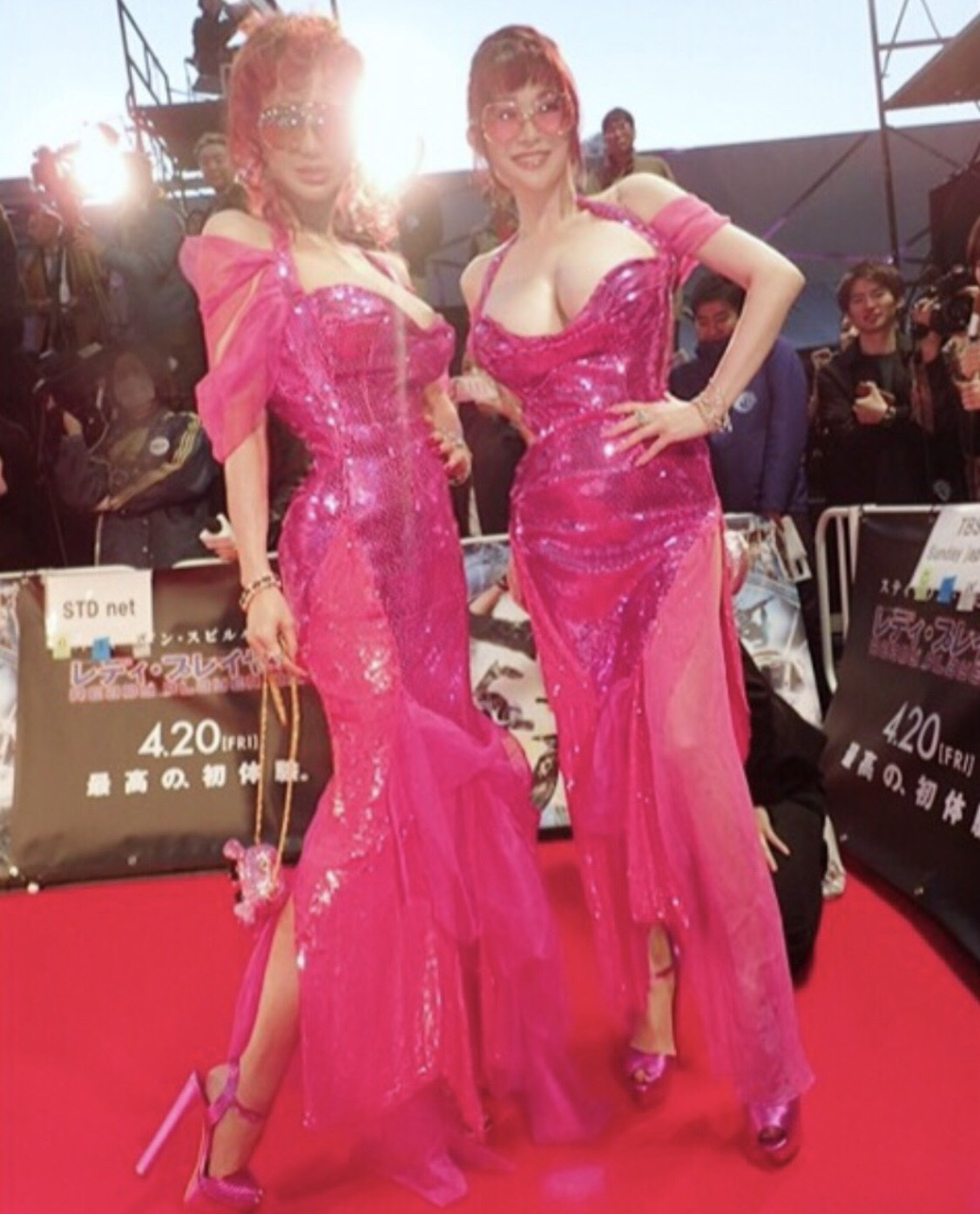
叶姉妹の姉である叶恭子は陰毛を完全脱毛した姿を披露した。

- 叶姉妹の姉である叶恭子 - 2009年3月に出版されたヌード写真集で、アンダーヘアを完全脱毛した姿を披露した。また同年3月4日付のブログ記事にて、完全に脱毛した恥丘に蝶のタトゥーを入れた姿を画像として掲載した[19]。
- 指原莉乃 - パイパンを公表[20]
- 峯岸みなみ - パイパンを公表[20]
- ファッションモデルのマリエと武藤静香 - フジテレビ系列のバラエティ番組『ホンマでっか!?TV』（2009年12月7日OA）にゲスト出演した際、マリエが「私も全部やってるんですけど」と発言し、武藤も「あたしもやってます」と告白して2人で「つるつるですよねー」と声を合わせながらパイパンにしていることを宣言した[21]。
- ファッションモデルのマギー - テレビ朝日系列のバラエティ番組『中居正広のミになる図書館』（2014年10月7日OA）にゲスト出演した際、司会の中居正広からの質問に「毛は無いんです」「下着モデルもしているので、お仕事の前にはベリベリって全部なくしちゃう」「何度も（ブラジリアンワックスを）やっていると、生えてくる毛が薄くなってくる」と答え、ブラジリアンワックス脱毛でパイパンにしていることを告白している[22]。
- 前田美里 - 写真集『記憶の雫』で公開[23]

## 各国のパイパン文化

### ギリシャ
アテナイのプラクシテレスは『クニドスのアプロディーテー』という彫像を制作した。これはほぼ等身大の全裸の女性像としてはギリシャ初で、紀元前350年から紀元前340年の間と推定されている。アプロディーテーは右手で股間を隠しているが、その下から陰毛がはみ出している様子はない。
陰毛を表現しなかった理由として安田理央は、「当時のギリシャ女性は陰毛を処理していた。それ専用の剃刀も発見されている」「当時のギリシャでは処女性が崇拝されていたため、成熟を連想させる陰毛は避けられた。当時の裸婦像の多くが控えめなおっぱいを持つのもそれゆえ」「陰毛は猥褻なものであるという認識があったため、公の場に設置する像では避けられた」といった理由を挙げている。『クニドスのアプロディーテー』以降、ギリシャ・ローマでは多数の裸婦像が制作されているが、それらにも陰毛の表現はない。

### ローマ
大プリニウスは『博物誌』第11巻に「ヒトにだけ陰毛がある。陰毛がなければ男女とも生殖能力がない」と記す。これは誤りであるが、陰毛に性的な意味を持たせた初期の例と言える。

### 中国
パイパンの女性を俗に「白虎」と呼ぶ。また、陰毛のない男性（パイチン）を「青龍」と呼ぶ。

### イスラム圏
イスラム教では、女性は陰毛を剃るよう勧められている。腋毛と脚の毛については個別の聖職者により意見が割れている（残すこと自体は禁止されていない）。

### ヨーロッパ
2009年、ドイツの心理学者エルマー・ブレーラーは、ヨーロッパの若い女性たちの間では、パイパンにするのが最新のトレンドであるという調査結果を発表した。18 - 25歳の女性の2人に1人が陰毛を非衛生的であると見なし、除毛している。

### 米国
2000年9月17日、セックス・アンド・ザ・シティの放送でヒロインのキャリー・ブラッドショーがブラジリアンワックスについて説明すると、ブラジリアンワックスの人気が急上昇した。
2010年に発表された調査結果によると、18 - 68歳の女性2451人の少なくとも1/4は、最近1か月以内に陰毛を完全に除毛している。